# Betonzelt
Das Betonzelt (engl. Concrete Canvas Shelters (CCS)) ist eine von den Industriedesignern William Crawford und Peter Brewin zur Katastrophenhilfe entwickelte Notunterkunft. Die betonverstärkte Leinwand kombiniert die Vorteile von Zelten und festen Betonbauten.

## Konzept
Das Betonzelt wird in einem Paket geliefert, das bei einer Grundfläche des Zeltes von 16 m² etwa 230 Kilogramm wiegt. Die Verpackung ist aus wasserfester PVC-Folie, die Zeltwand selbst ist eine betongefüllte Sandwichkonstruktion aus Leinengewebe und PVC-Folie (engl. Concrete Canvas (CC)). Das Volumen der Verpackung entspricht dem des Wassers, das hinzugefügt werden muss, um ein passendes Mischungsverhältnis zwischen Wasser und Beton zu erreichen. Nachdem das Wasser hinzugefügt wurde, muss das Zelt aufgepumpt werden, was circa 40 Minuten in Anspruch nimmt. Anschließend härtet es 12 bis 24 Stunden aus und kann anschließend benutzt werden. Mit einem Winkelschleifer können Zugänge, Fenster, Belüftungsschlitze oder ähnliches in die getrocknete Wand geschnitten werden. Es gibt verschiedene Größen mit Grundflächen zwischen 16 und 50 Quadratmetern, die Form entspricht statisch sinnvoll der einer halben Eierschale oder einer Nissenhütte und die Wandstärke beträgt 5 bis 13 mm. Die Aufbauarbeiten können von zwei Personen bewältigt werden. Seit 2009 erfolgt die kommerzielle Massenproduktion.

### Finanzierung
Ein Zeltpaket kostet zwischen 2.000 und 15.000 Euro – durch die industrielle Herstellbarkeit des Zeltes könnten die Kosten in der Massenproduktion allerdings drastisch gesenkt werden. Der bisher erste Vertriebspartner ist der Südkoreaner Shin Seung.

### Preise
- 2005 – Gewinner des Saatchi & Saatchi World Changing Ideas Award
- 2007 – Finalist beim Design to Improve Life Award
- 2007 – Gewinner des D&AD Yellow Pencil Award in der Kategorie Product Design

## Weitere Anwendungsmöglichkeiten
Die mit Beton imprägnierten Leinenfasern finden schon heute im Kanalbau Anwendung.